# Tinhac
Tinhac (en francès Tignac) és un municipi francès del departament de l'Arieja i la regió d'Occitània.